# Calotriton arnoldi
El tritón del Montseny (Calotriton arnoldi) es una especie de anfibio urodelo de la familia Salamandridae endémico del noreste de la península ibérica. Está críticamente amenazada de extinción debido a la destrucción de su hábitat.

## Características
El estudio de la morfología externa y osteología del animal, así como el análisis poblacional y de ADN (diferenciación genética), permitieron asegurar que el tritón del Montseny tiene características biológicas diferenciadas del resto de especies catalogadas, como quedó patente con la publicación de un artículo en la revista Zoological Journal of the Linnean Society. El anfibio más próximo es el tritón pirenaico, el Calotriton asper (antes denominado Euproctus asper) propio del Pirineo.

## Descubrimiento
A finales de 2005 se dio a conocer el descubrimiento de una nueva especie de vertebrado propia de Cataluña. La determinación de la nueva especie fue realizada por los biólogos Salvador Carranza (investigador del Departamento de Biología animal de la Universidad de Barcelona) y Fèlix Amat (del área de Herpetología del Museo de Ciencias Naturales de Granollers), con estudios efectuados en 2002 (enmarcados en el Plan de Seguimiento de parámetros ecológicos del Parque natural del Montseny).

## Publicación original
- Carranza & Amat, 2005 : Taxonomy, biogeography and evolution of Euproctus (Amphibia: Salamandridae), with the resurrection of the genus Calotriton and the description of a new endemic species from the Iberian Peninsula. Zoological Journal of the Linnean Society, vol. 145, p. 555-582 (texto íntegro).